# 恵広史
恵 広史（めぐみ こうじ、1981年2月1日 - ）は、日本の漫画家。女性。石川県金沢市出身。

## 概要
- デビュー前は寺嶋裕二のアシスタントをしていた。
- 代々木アニメーション学院東京校在学中の2002年、『HALLOWEEN OF FULLMOON』で第68回週刊少年マガジン新人漫画賞入選を受賞し、デビュー。
- 4コマ漫画家のヒロユキは実弟である。ヒロユキが『週刊少年マガジン』誌上で『アホガール』を、その後恵が『ACMA:GAME』の連載を開始したことで一時的に姉弟揃って同誌で連載を行った（2015年12号まで）。
- 一人称は「ボク」。大きくはっきりとした目を描くのが全体的な特徴、執筆する作品に巨乳の女性キャラクターが多く登場するのが特徴である。

## 作品リスト

### 漫画作品

#### 連載
- 創竜伝（原作：田中芳樹、『マガジンSPECIAL』2004年6月号 - 2006年1月号） - 同名小説の漫画化。
- BLOODY MONDAY（原作：龍門諒、『週刊少年マガジン』2007年17号 - 2009年20号）
  - BLOODY MONDAY Season2 絶望ノ匣（原作：龍門諒、『週刊少年マガジン』2009年46号 - 2011年21号）
  - BLOODY MONDAY ラストシーズン（原作：龍門諒、『週刊少年マガジン』2011年29号 - 2012年17号）
- ACMA:GAME（原作：メーブ、『週刊少年マガジン』2013年19号 - 2017年14号）
- This Man〜その顔を見た者には死を〜（原作：花林ソラ、『週刊少年マガジン』→『マガジンポケット』2018年 - 2019年）
- カンギバンカ（原作：今村翔吾、『週刊少年マガジン』2020年50号[2] - 2021年33号[3]） - 小説『じんかん』のコミカライズ。
- ゴールデンマン（原作：ペトス、『週刊ヤングマガジン』2024年13号[4] - 2025年18号[5]→『ヤンマガWeb』2025年4月16日[5] - ）

#### 読み切り
- HALLOWEEN OF FULLMOON（『マガジンFRESH』2002年） - 「森田隆司」名義。
- バレンタイン・スノウ（『マガジンSPECIAL』2006年）
- 願 300000km/s（『マガジンSPECIAL』2009年）

### 書籍
- 『創竜伝』、原作：田中芳樹、講談社〈講談社コミックス〉2005年 - 2006年、全5巻
  - （文庫版）講談社〈講談社漫画文庫〉2014年、全2巻
- 『BLOODY MONDAY』、原作：龍門諒、講談社〈講談社コミックス〉2007年 - 2009年、全11巻
- 『BLOODY MONDAY Season2 絶望ノ匣』、原作：龍門諒、講談社〈講談社コミックス〉2009年 - 2011年、全8巻
- 『BLOODY MONDAY ラストシーズン』、原作：龍門諒、講談社〈講談社コミックス〉2011年 - 2012年、全4巻
- 『ACMA:GAME』、原作：メーブ、講談社〈講談社コミックス〉2013年 - 2017年、全22巻
- 『This Man〜その顔を見た者には死を〜』、原作：花林ソラ、講談社〈少年マガジンコミックス〉2018年 - 2019年、全5巻
  1. 2018年8月17日発売[6][7]、ISBN 978-4-06-512332-4
  2. 2018年10月17日発売[8]、ISBN 978-4-06-512993-7
  3. 2018年12月17日発売[9]、ISBN 978-4-06-513484-9
  4. 2019年3月8日発売[10]、ISBN 978-4-06-514126-7
  5. 2019年6月7日発売[11]、ISBN 978-4-06-515083-2
- 『カンギバンカ』、原作：今村翔吾、講談社〈講談社コミックス〉2021年、全4巻
  1. 2021年2月17日発売[12][13]、ISBN 978-4-06-522066-5
  2. 2021年4月16日発売[14]、ISBN 978-4-06-522987-3
  3. 2021年7月15日発売[15]、ISBN 978-4-06-523589-8
  4. 2021年9月16日発売[16]、ISBN 978-4-06-524829-4
- 『ゴールデンマン』、原作：ペトス、講談社〈ヤンマガKCスペシャル〉2024年 - 、既刊6巻（2025年8月6日現在）
  1. 2024年5月7日発売[17][18]、ISBN 978-4-06-535599-2
  2. 2024年8月6日発売[19]、ISBN 978-4-06-536547-2
  3. 2024年11月6日発売[20]、ISBN 978-4-06-537464-1
  4. 2025年2月6日発売[21]、ISBN 978-4-06-538462-6
  5. 2025年5月7日発売[22]、ISBN 978-4-06-539624-7
  6. 2025年8月6日発売[23]、ISBN 978-4-06-540534-5

### その他
- マンガ家さんとアシスタントさんと（テレビアニメ、2014年）第1話エンドカード

## 関連人物

### 師匠
- 寺嶋裕二

### アシスタント
- 佐藤友生
- 木下聡志